# Pinky Santa
「Pinky Santa」（ピンキー・サンタ）は、BOYFRIENDの楽曲。彼らの日本での4枚目のシングルとして2013年11月20日にBeingから発売された。

## 解説
BOYFRIEND初のクリスマスソングとなった本作はジャケットにサンリオとのコラボレートをすると言う事で、初回盤Aを除くジャケットにはピンクの頭巾をかぶったマイメロディが登場している。初回盤Aは特典グッズは入ったBOX仕様、初回盤Bは表題曲のプロモーションビデオとメイキングを収録したDVD付き、ローソン・HMV盤はサンリオピューロランドで撮影した写真集付き。

### プロモーションビデオ
女優・吉倉あおいと俳優・中川大志が出演しており、ストーリー仕立てとなっている。上記のサンリオとのコラボレートの一環で、サンリオピューロランドで撮影されており、マイメロディに加え、ハローキティ、ポムポムプリン、クロミ、シナモン、モカなどのキャラクターも登場している。

## 収録曲
1. Pinky Santa
作詞：弓弦　作曲・編曲：前村香春
2. ボクの宝物
作詞：La Terre　作曲：小田桐ゆうき　編曲：船山基紀
3. Pinky Santa (instrumental)
4. ボクの宝物 (instrumental)